# David Berkoff
David Charles Berkoff (Philadelplhia, Pennsylvania, 1966. november 30. –) kétszeres olimpiai bajnok amerikai úszó. Hátúszó specialista volt, valamint a vegyes váltó számokban úszott. Leginkább 100 méteres hátúszásban indult és világcsúcs tartó is volt.
Az 1988. évi nyári olimpiai játékokon Szöulban aranyérmes lett 4 × 100 méteres vegyes váltóban és 100 méteres hátúszásban ezüstérmet szerzett.
Az 1992. évi nyári olimpiai játékokon Barcelónában ismét aranyérmes lett 4 × 100 méteres vegyes váltóban de 100 méteres hátúszásban csak bronzérmet szerzett.
A Pánamerikai játékokon ezüstérmet szerzett 1987-ben. A nyári universiadén aranyérmes és ezüstérmes lett 1987-ben.